# 長濱鄉

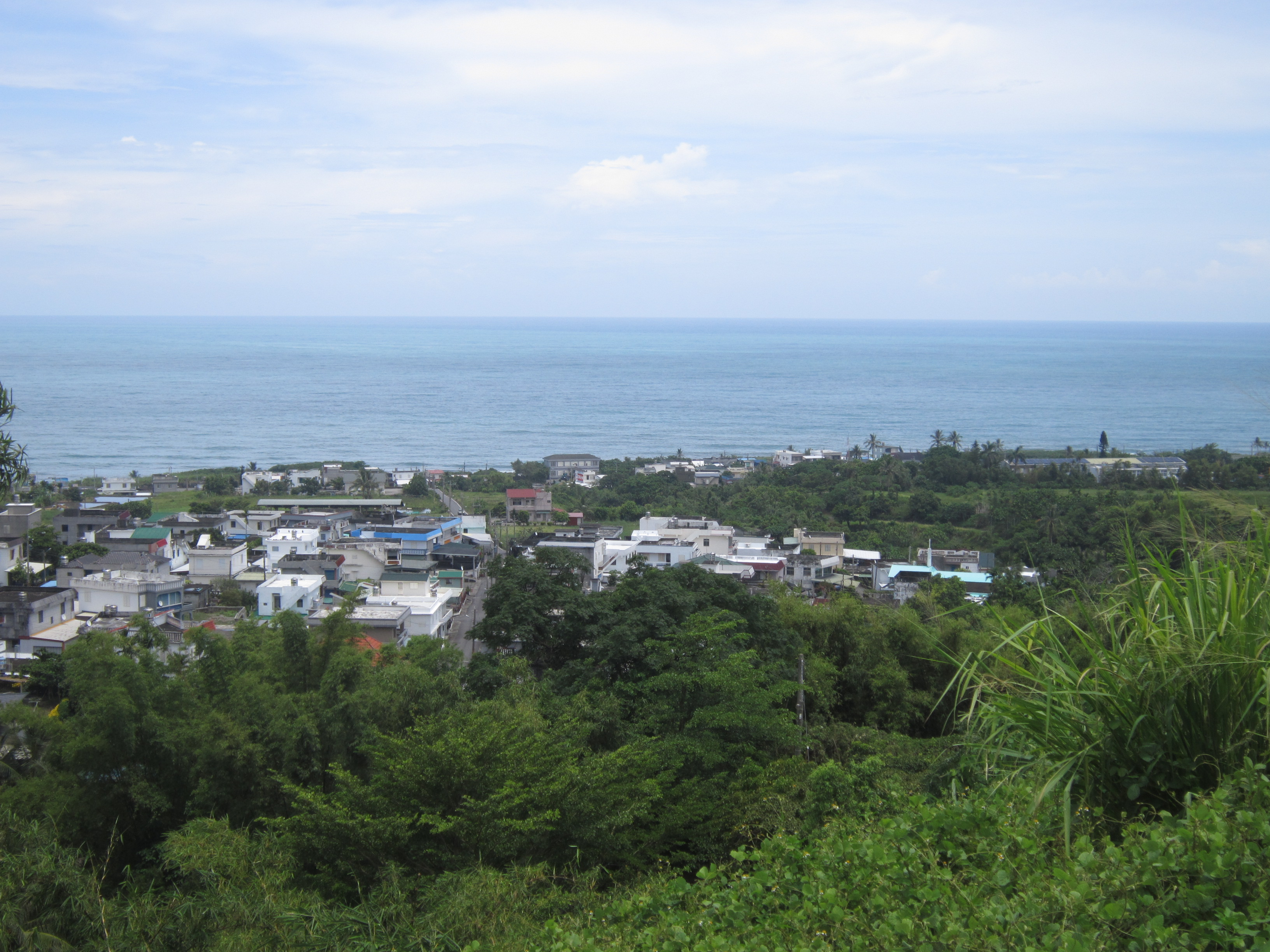
從玉長公路上遠眺長濱鄉寧埔村及太平洋

長濱鄉（阿美語：Kakacawan，台灣客家語四縣腔：congˇ binˊ hiongˊ），舊稱「加走灣」，位於臺灣臺東縣最北端，花東海岸中段，呈一南北狹長形狀，南距臺東市約80公里，北距花蓮市約90公里。族群結構上有隸屬臺灣原住民族的阿美族、噶瑪蘭族、西拉雅族及漢人閩南人、客家人、外省人等，其中以阿美族為主要族群，地方通行語為阿美語。
經濟產業以農業為主，從事農業的人口約佔全鄉就業人口的七成左右，西側丘陵地區先後曾有種植熱帶栽培作物、香茅、金針、水果等作物，後因當地移民陸續遷走而產業沒落，東側平原地區則主要從事水田耕種，對外聯絡道路主要依賴台11線。境內著名的八仙洞遺址為主要的觀光景點，其所屬的長濱文化為臺灣最古老的文化。

## 歷史

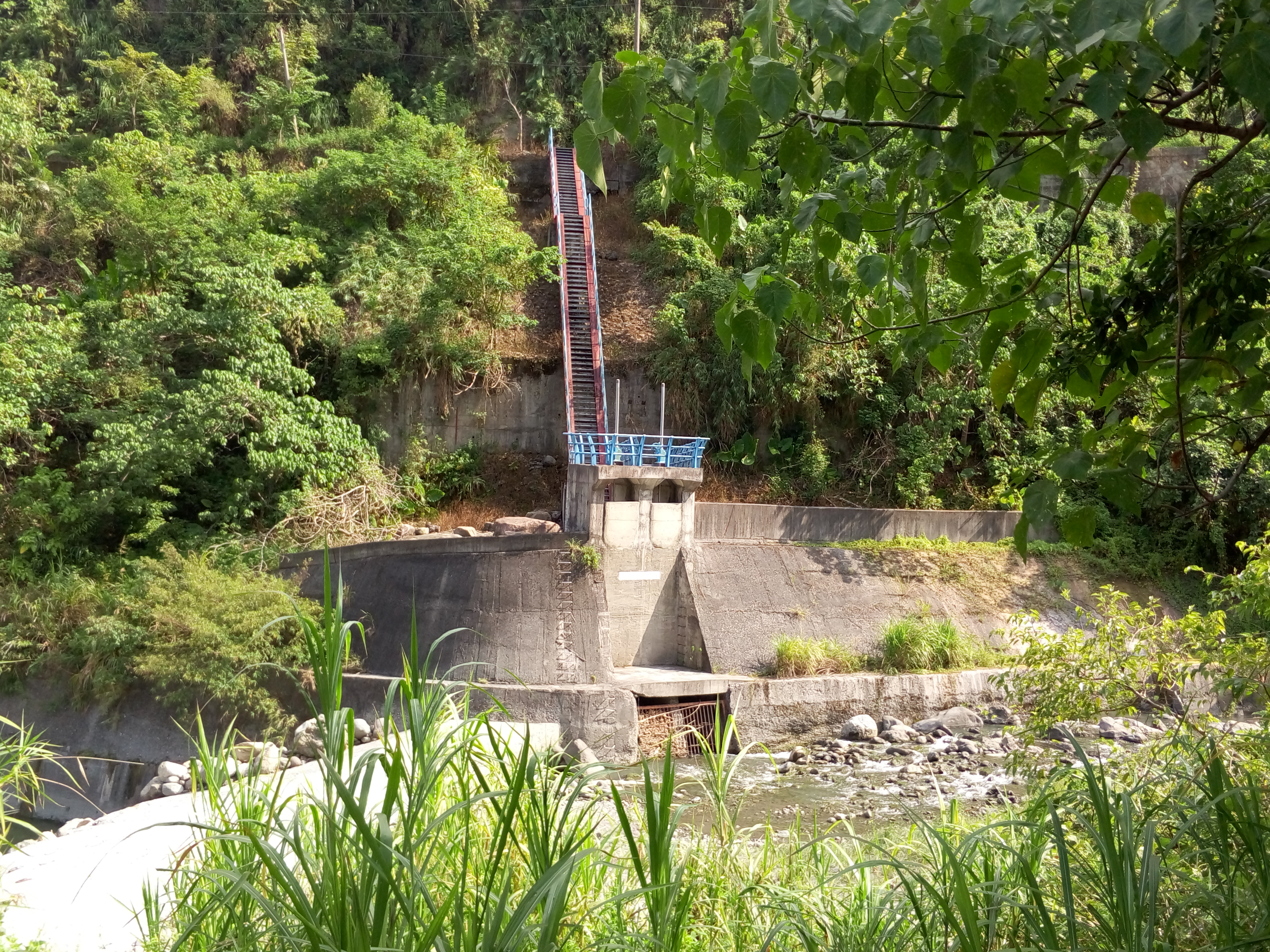
長濱大圳進水口

長濱鄉舊稱「加走灣」（Kakacawan），其地名由來有三種說法：一是自阿美族語「Pikakasawan」譯音而來，其意為「瞭望臺」；該名稱反應出清治時期末期之際，因應大量外族（西拉雅族、噶瑪蘭族等）的移入，造成與當地的阿美族起衝突，阿美族人乃設立瞭望台，派人於此巡邏、守望之歷史背景；二是根據平埔原住民的說法，此地曾為阿美族人的獵場，因為掛滿許多獵物而引來跳蚤，因而取跳蚤的臺語諧音，稱之為「加走」。清光緒年間漸有漢人移入；三是長濱第一批移民為屏東平原馬卡道族，因為思念原鄉屏東（原居地赤山、萬金及五溝水的東方，中央山脈南靡依西有一座「加走山」，山裏有「加走社」），便把「加走灣」下庄北邊的山丘取名為「加走山」，又因下庄海岸線彎曲，因而取名「加走灣」，馬卡道族為長濱最早的移民屯墾者，最早遷入的時間為咸豐九年（1859年），因此，「加走灣」的由來以此說較有證據性。
日治時期，此地屬臺東廳管轄，曾設置「加走灣庄」，在昭和12年（1937年）的日治時期末期，臺灣總督府推行「皇民化運動」此地海岸線長達28公里，易名為「長濱」，設置「長濱庄」，劃歸臺東廳新港郡管轄，庄內劃分為長濱、寧埔、城山、中濱、三間屋、真柄、樟原七個大字，戰後改設臺東縣長濱鄉至今。

## 地理

### 位置
長濱鄉位於花東海岸中段海階上，為臺東縣位置最北的鄉鎮，北鄰花蓮縣豐濱鄉，西以海岸山脈與花蓮縣玉里鎮和富里鄉為鄰，東濱太平洋，南接成功鎮。全鄉土地總面積155.1868平方公里，約佔全縣的4.41%，行政區域南北狹長，南北長約28公里，東西寬約8公里:3。

### 氣候
長濱鄉的氣候可分為兩個地區，海岸平原區氣溫較高、濕度較小、風速較大，坡地丘陵區則溫度稍低、濕度較大、雨量充沛、風速較小。每年10月下旬至3月下旬為東北季風期，為長濱鄉的乾旱期；4月下旬至10月中旬為西南季風其，風力較弱，雨量較多:3。根據1981年至2010年成功氣象站的平均資料顯示，長濱鄉的年平均氣溫約為攝氏23.8度，月均溫最高為7月的28.1度，最低為1月的18.9度。年平均雨量約有2,104.4毫米，9月雨量最多，3月最少:42。

### 人口
根據臺東縣成功戶政事務所統計，2024年底長濱鄉戶數計有2,900戶，人口計有6,538人，其中男性人數有3,619人，女性人數則有2,919人，性別比約為123.98，是臺東縣性別比最高的行政區，鄉內人口最多與最少的村分別是長濱村與忠勇村，2024年底兩村人口分別為2,094人與560人。1970年，長濱鄉人口達到最高峰，計有16,455人。此後人口數因外移而下滑，至1997年底，共有人口11,567人:54。2019年底時長濱鄉尚有7,021人，至2024年底時已下滑至6,538人。2024年底長濱鄉人口的年齡結構中，幼年人口佔比僅約5.98%，壯年人口佔比約為66.23%，老年人口佔比約為27.79%，老化指數達464.71%，是臺東縣人口老化程度最高的行政區。

## 政治

### 歷任首長
| 任次 | 姓名   | 備註 |
| ---- | ------ | ---- |
| 1    | 陳光福 |      |
| 2    | 陳光福 |      |
| 3    | 陳光福 |      |
| 4    | 陳仙勳 |      |
| 5    | 陳仙勳 |      |
| 6    | 陳光福 |      |
| 7    | 黃連發 |      |
| 8    | 黃連發 |      |
| 9    | 林元流 |      |
| 10   | 林元流 |      |
| 11   | 江世崇 |      |
| 12   | 潘榮宗 |      |
| 13   | 潘榮宗 |      |
| 14   | 陳進吉 | 解職 |
| 14   | 田璋   | 補選 |
| 15   | 陳德成 |      |
| 16   | 陳德成 |      |
| 17   | 潘淑芳 |      |
| 18   | 潘淑芳 |      |
| 19   | 李光蘭 | 現任 |

### 鄉政組織

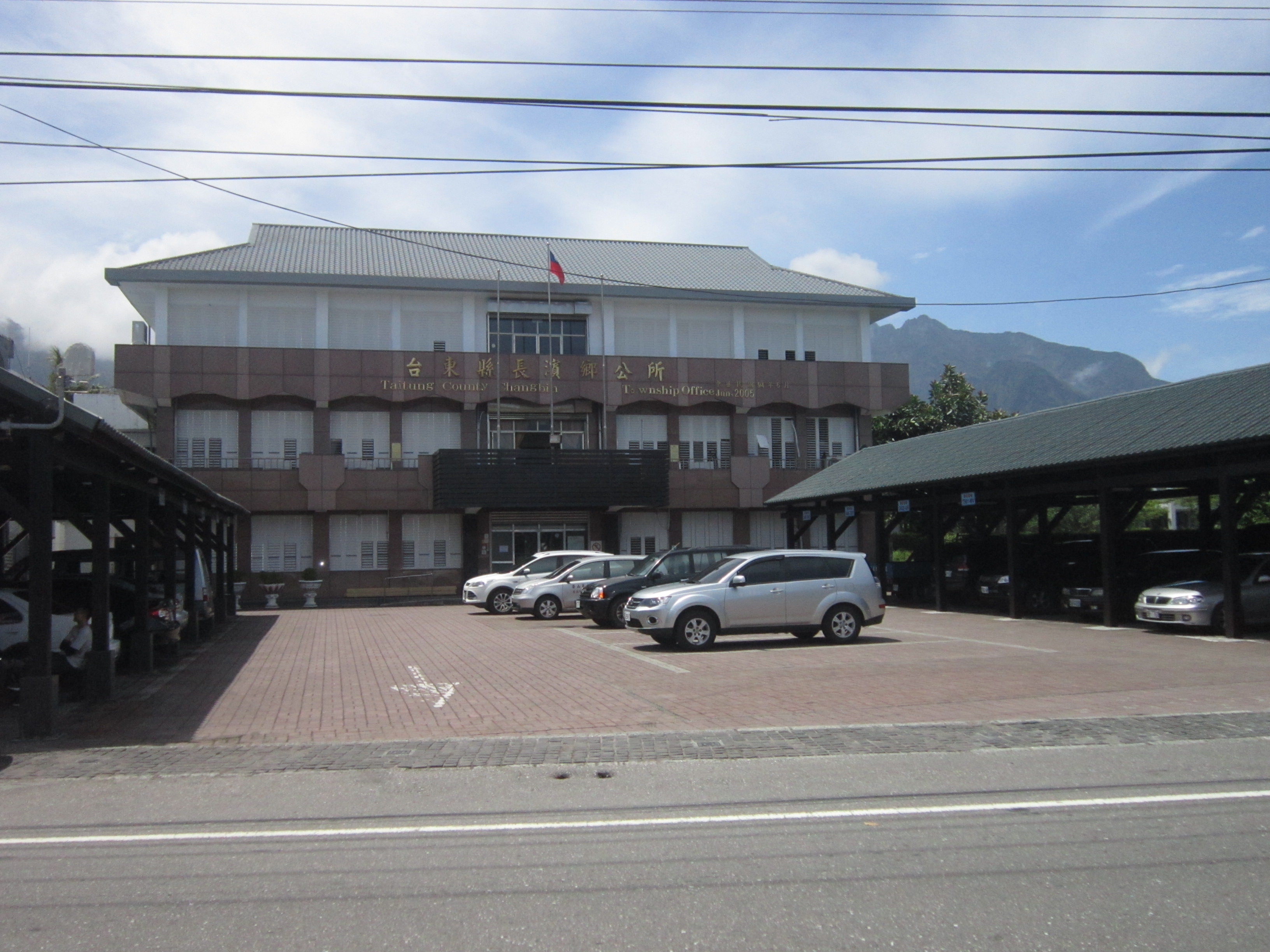
長濱鄉公所

長濱鄉公所是長濱鄉最高層級的地方行政機關，在中華民國政府架構中為鄉自治的行政機關，同時負責執行縣政府及中央機關委辦事項，長濱鄉的自治監督機關為臺東縣政府。鄉長由全體鄉民直接選舉產生，任期為四年，可連選連任一次。長濱鄉公所並置鄉政會議，為鄉政最高決策機構，在鄉長之下，設有4課3室等7個內部單位。
長濱鄉民代表會是長濱鄉的最高民意機關，代表長濱鄉全體鄉民立法和監察鄉政。鄉民代表由公民直選選出，任期為四年，可連選連任。長濱鄉民代表會共有7位鄉民代表，分別為第一選區3席鄉民代表、第二選區4席平地原住民鄉民代表，主席、副主席由7位鄉民代表互選產生。

### 行政區
現今長濱鄉行政範圍的確立，來自於1931年，調整行政區域，將成廣澳區的彭子存、石寧埔2個大字併入加走灣區:178。1937年9月29日，改設長濱庄屬臺東廳新港郡。長濱庄轄長濱、寧埔、城山、中濱、三間屋、真柄、樟原等7個大字:179。1945年12月，改為「長濱鄉」，屬臺東縣新港區:181。1950年裁撤區署，長濱鄉改直屬臺東縣:181－182。長濱鄉的行政區劃轄有樟原村、三間村、長濱村、忠勇村、竹湖村、寧埔村等6個村，共計115個鄰:3:182。
| 長濱鄉行政區劃                              |
| 樟原村 三間村 忠勇村 長濱村 竹湖村 寧 埔 村 |

## 經濟

### 商業
長濱鄉的商業主要為提供居民日常生活的零售業，並保存較為傳統的經營方式。1971年，長濱鄉從事商業的家數計有132所，商業家數位居臺東縣的中等，但無任何細項分類的相關資料:320。1986年始有細項統計資料，長濱鄉的商業家數增加至160家，其中有過半家數為從事食品雜貨零售業，其次是農、畜、水產品零售業，其餘尚有布衣、衣著、服飾品服飾零售業、藥物零售業與電器零售業等:320－321。1996年，建材零售業成為全鄉僅次於食品雜貨零售業的第二大零售業，為成長較為迅速的類別，而燃料零售業的家數有7家，在全縣排行達到第四位:321－322。2006年，批發業家數由10年前的3家上升至13家，其中又以建材批發業和化學原料製品批發業為主。零售業方面仍以食品雜貨零售業的67家最多，全新商品零售業則以21家居次，且在全縣家數排行僅次於臺東市，高居第二，而文具康樂用品零售業則是此時期成長較為明顯的類別:323－324。

## 教育
| - 臺東縣立長濱國民中學 - 臺東縣立長濱鄉樟原國民小學 - 臺東縣立長濱鄉三間國民小學 - 臺東縣立長濱鄉長濱國民小學 - 臺東縣立長濱鄉忠勇國民小學（2013年裁撤） - 臺東縣立長濱鄉竹湖國民小學 - 臺東縣立長濱鄉寧埔國民小學 - 臺東縣長濱鄉公所 - 圖書館 |

## 交通
- 台11線：花東海岸公路
- 台30線：玉長公路

## 旅遊
| - 內政部花東沿海保護區 - 臺灣基督長老教會樟原教會 - 臺東縣長濱鄉公所 - 圖書館 - 書粥 - 長濱漁港 - 玉長隧道 - 烏石鼻漁港 - 堺橋休憩區 | - 烏石鼻 - 樟原橋 |

## 特產
- 水稻
- 玉米
- 鬼頭刀
- 桶柑
- 火龍果
- 花生
- 飛魚
- 洛神花

## 外部連結
- 長濱鄉公所 （页面存档备份，存于）
- 微笑台灣：到長濱 用身心靈與味蕾感受一座小鎮 （页面存档备份，存于）